# Ludvig Ljungman

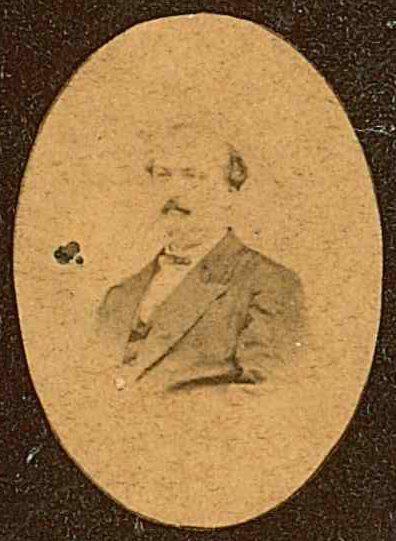
Ludvig Ljungman på en bleknad bild ur ett fotocollage från 1871.

Carl Jakob Ludvig Jonas Ljungman, född den 14 december 1836 i Hällestad, död den 9 april 1881 i Vombs nygård, var en svensk kantor, sångare, amatörskådespelare och ledare för Lunds Studentsångförening.
Ljungman var son till godsägaren och kaptenen vid Södra skånska infanteriregementet Samuel Henrik Ljungman (1790-1866) och dennes hustru Elisabeth Wibecke Almén. Han hade totalt nio syskon.
Under en stor del av sin korta levnad var Ljungman en känd kulturprofil i det akademiska Lund decennierna närmast efter 1800-talets mitt, och har av Leonard Holmström i dennes minnen från studietiden betecknats som "studenternas älskling". Enligt samme Holmström var Ljungman av sin fader, en kapten vid Södra skånska infanteriregementet, ursprungligen tänkt för prästbanan, och bedrev en tid också teologiska studier, om än troligen mest av pliktkänsla. I längden tog dock hans musikaliska och andra kulturella intressen överhanden. Han blev en bemärkt sångare (1:e bas), dels i studentsångarna (vilkas anförare han var 1859–1860), dels i den så kallade "von Sydowska kvartetten" (en vid tiden "vida bekant kvartett"), samt framträdde även som gluntsångare i par med medicinaren Henrik Flygare. 
Ljungman var också flöjtist i Akademiska kapellet samt inte minst en av tidens mest framträdande och entusiastiska amatörskådespelare i olika studentpjäser och spex på Akademiska Föreningen. Inom sistnämnda förening hade Ljungman även olika förtroendeuppdrag och var bland annat ordförande för dess sociala utskott 1869–1871. Han skall enligt Holmström också ha varit en ledande kraft vid tidens studentkarnevaler. I det studentikosa ordenssamfundet Sällskapet CC var han ceremonimästare 1870 och stormästare 1871. När han lämnade den senare befattningen hyllades han av sällskapet såväl med en specialkomponerad marsch som med uppförandet av två små tillfällighetspjäser.
Efter studietiden blev den musikaliske Ljungman kantor i Vomb där han 1875 gifte sig med Emma Mathilda Nordström (1854–1933), med vilken han fick dottern Alma (gift von Porat). Äktenskapet varade dock bara i sex år fram till Ljungmans tidiga död i "hjärtlidande" vid 45 års ålder.  Makarna ligger begravda på Vombs kyrkogård. I en dikt som Nils Dunér läste vid Ljungmans grav hette det bland annat om honom att "Glädje Du strödde kring med fulla händer. / Allvar låg dock på botten av ditt sinne".
Om Ljungman som scenartist har en samtida iakttagare skrivit:
Enhvar, som en gång sett honom uppträda på tiljan, skänker honom helt visst det erkännandet, att sällan en dilettant stått konstnärens fulländning så nära. Det var ej blott hans rika anlag, hans med otrolig lätthet tillegnade sceniska rutin, som skänkte lif och färg åt hans spel. Det var i främsta rummet den ungdomliga värme, den omedelbara inspiration, hvarmed han hängaf sig åt sin uppgift, som oemotståndligt ryckte åskådaren med sig. [- - -] Äfven åt sång och musik egnade han sig med lika varm kärlek som lycklig begåfning och uppträdde med framgång som både solist, körsångare och dirigent. Bäst gjorde sig dock måhända hans sångargåfvor gällande, då de understöddes af hans oförlikneliga mimisk talang; som kuplettsångare var han oöverträfflig [...].